# Nikolai Iwanowitsch Tichomirow

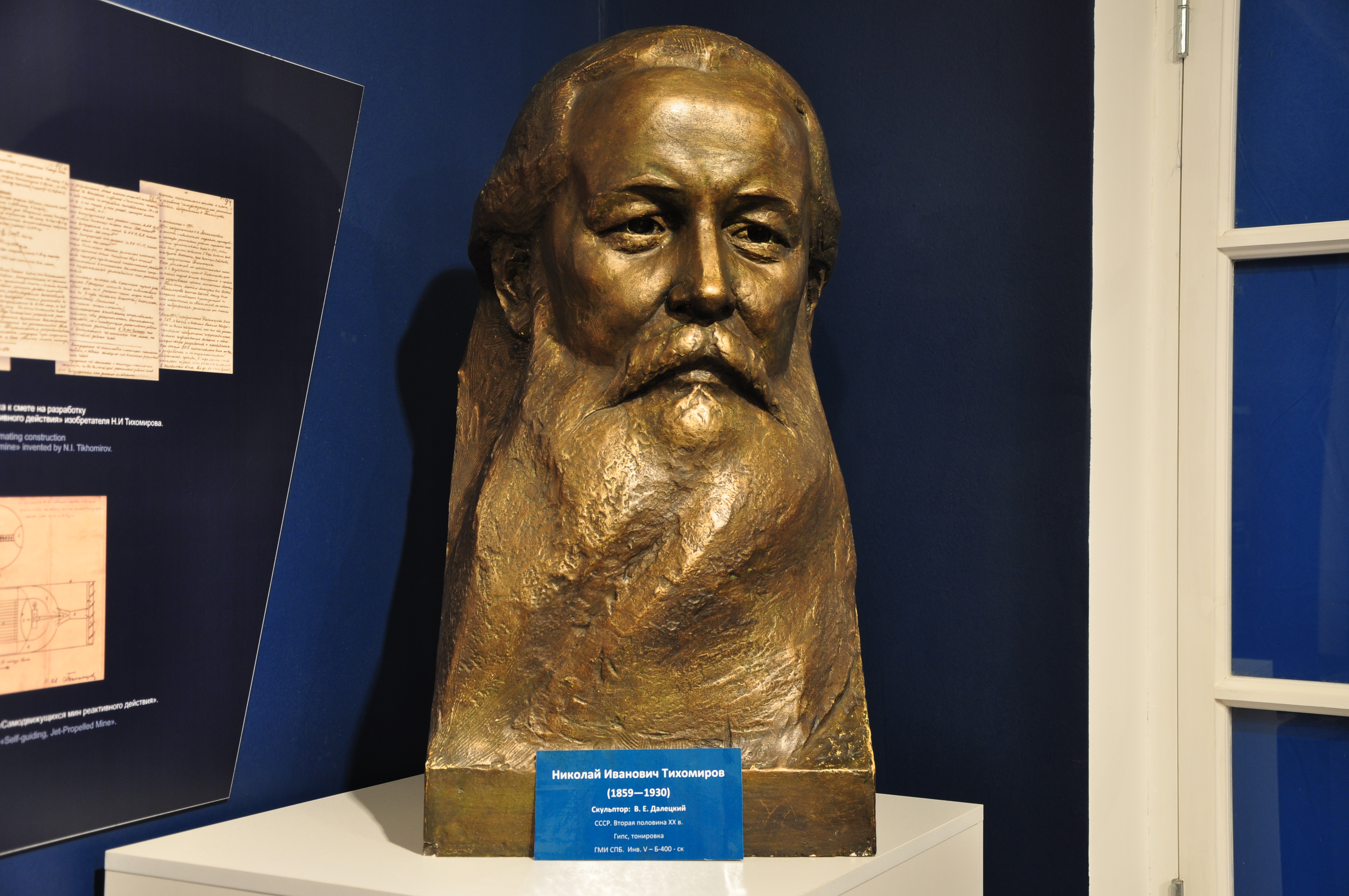
Büste von Tichomirow im Sankt Petersburger Museum für Rakentwissenschaften

Nikolai Iwanowitsch Tichomirow (russisch Николай Иванович Тихомиров, wiss. Transliteration Nikolaj Ivanovič Tichomirov; * 1860 in Moskau; † 28. April 1930 in Leningrad) war ein russischer Chemiker und Raketenpionier.

## Leben
Tichomirows adliger Vater war Staatsrat (5. Rangklasse). Tichomirow studierte an der Universität Moskau (MGU) in der Chemie-Abteilung der physikalisch-mathematischen Fakultät ohne Abschluss und arbeitete im Technik-Laboratorium der MGU und im Laboratorium Nikolai Andrejewitsch Bunges an der Universität Kiew. Er hielt Vorträge über die Herstellung von Nähr- und Geschmacksstoffen.
Darauf arbeitete Tichomirow als Chemiker in verschiedenen Industriebereichen. Zunächst war er Direktionsassistent in einer Tuchfabrik der Brüder Babkin. Dann wurde er Oberchemiker der Zuckerfabriken der Familie Tereschtschenko. Er erfand Filter mit automatischer Auswaschung der Filtermaterialien für Zuckerfabriken, Brennereien und Molkereien, die im Lande und im Ausland eine weite Verbreitung fanden.
Ab 1894 beschäftigte sich Tichomirow mit der Entwicklung von Raketen als Träger von Sprengladungen, die er fliegende Minen nannte. 1912 stellte er dem Marineministerium sein Sprenggranatenprojekt vor. Im Ersten Weltkrieg beantragte er ein Privileg für fliegende Minen. Für den Raketenantrieb schlug er die Verbrennung von leicht entflammbaren Flüssigkeiten oder die Explosion von Pulvern in Verbindung mit einem Ejektor vor. Die Erfindung wurde 1916 von dem Vorsitzenden der Erfindungsabteilung des Moskauer Militärindustriekomitees Nikolai Jegorowitsch Schukowski positiv begutachtet. Die Erfindung wurde Gegenstand weiterer Untersuchungen und wurde nach der Oktoberrevolution 1921 als wichtig für die Verteidigung anerkannt. Auf Tichomirows Vorschlag wurde im gleichen Jahr das Laboratorium für fliegende Minen bei der Hauptverwaltung der Roten Armee in Moskau gegründet mit Tichomirow als Direktor. Im Mittelpunkt der Arbeit stand die Entwicklung des rauchlosen Trotyl-Pyroxylin-Pulvers (unter Verwendung von Cellulosenitrat und Trinitrotoluol). 1927 wurde das Laboratorium mit Tichomirow nach Leningrad verlagert und 1928 in das Laboratorium für Gasdynamik (GDL) umbenannt. Mitarbeiter waren insbesondere Andrei Grigorjewitsch Kostikow, Wladimir Andrejewitsch Artemjew, Boris Sergejewitsch Petropawlowski, Georgi Erichowitsch Langemak und Iwan Issidorowitsch Gwai. Die dortigen Untersuchungen zur Entwicklung von Feststoffraketen führten zum Raketenwerfer Katjuscha, dessen erste Muster 1938 hergestellt wurden. 1933 wurde das GDL das Moskauer Forschungsinstitut für Raketentriebwerke unter der Leitung Iwan Terentjewitsch Kleimjonows.
Tichomirow wurde auf dem Moskauer Wagankowoer Friedhof begraben.
1970 benannte die Internationale Astronomische Union nach Tichomirow den Mondkrater Tikhomirov. 1971 wurde in Moskau für Tichomirow ein Denkmal aufgestellt. 1991 wurde Tichomirow durch Ukas des Präsidenten der UdSSR postum als Held der sozialistischen Arbeit mit Verleihung des Leninordens geehrt ebenso wie I. T. Kleimjonow, G. E. Langemak, W. N. Luschin, B. S. Petropawlowski und B. M. Slonimer.